# João Gomes Júnior
João Luiz Gomes Gomes Júnior (Vitória, 21 gennaio 1986) è un nuotatore brasiliano.

## Carriera
Specializzato nella rana, ha vinto la medaglia d'argento sulla distanza dei 50 metri ai campionati mondiali di Budapest. Aveva, in realtà, vinto anche tre titoli in vasca corta nel 2014 (staffetta 4x100m misti, 4x50m misti e 4x50m misti mista) ma i primati gli sono stati tutti revocati a causa di un test nel quale è risultato positivo al testosterone, assieme ad una squalifica di sei mesi.

## Palmarès
- Mondiali

Budapest 2017: argento nei 50m rana.
Gwangju 2019: bronzo nei 50m rana.
- Mondiali in vasca corta

Abu Dhabi 2021: bronzo nei 50m rana.
- Campionati panpacifici

Tokyo 2018: bronzo nei 100m rana.
- Giochi panamericani

Lima 2019: oro nei 100m rana e nella 4x100m misti mista, argento nella 4x100m misti.
Santiago del Cile 2023: argento nella 4x100m misti, bronzo nella 4x100m misti mista.
- Giochi sudamericani

Medellín 2010: argento nei 50m rana e bronzo nei 100m rana.
- Universiade

Shenzen 2011: argento nei 50m rana e bronzo nei 100m rana.